# Yumi Maruyama
Yumi Egami-Maruyama, född 30 november 1957 i Setagaya, är en japansk före detta volleybollspelare.
Maruyama blev olympisk bronsmedaljör i volleyboll vid sommarspelen 1984 i Los Angeles.